# Palinaspis sordidata
Palinaspis sordidata är en insektsart som beskrevs av Ferris 1941. Palinaspis sordidata ingår i släktet Palinaspis och familjen pansarsköldlöss.
Artens utbredningsområde är Panama. Inga underarter finns listade i Catalogue of Life.